# Oekraïense parlementsverkiezingen 2006
In Oekraïne vonden op 26 maart 2006 parlementsverkiezingen plaats. Minder dan anderhalf jaar na de Oranje Revolutie, die zich tijdens de presidentsverkiezingen van 2004 voltrok, betraden de hoofdrolspelers van die revolutie opnieuw de electorale arena. De strijd ging om de 450 zetels van de Verchovna Rada, het Oekraïense parlement. De stemlokalen waren open van 7 uur 's ochtends tot 10 uur 's avonds.

## Uitslagen
Volgens opgave van de Centrale Kiescommissie was de opkomst 67,13%. De definitieve uitslagen zijn op 11 april door de voorzitter van de centrale kiescommissie bekendgemaakt.

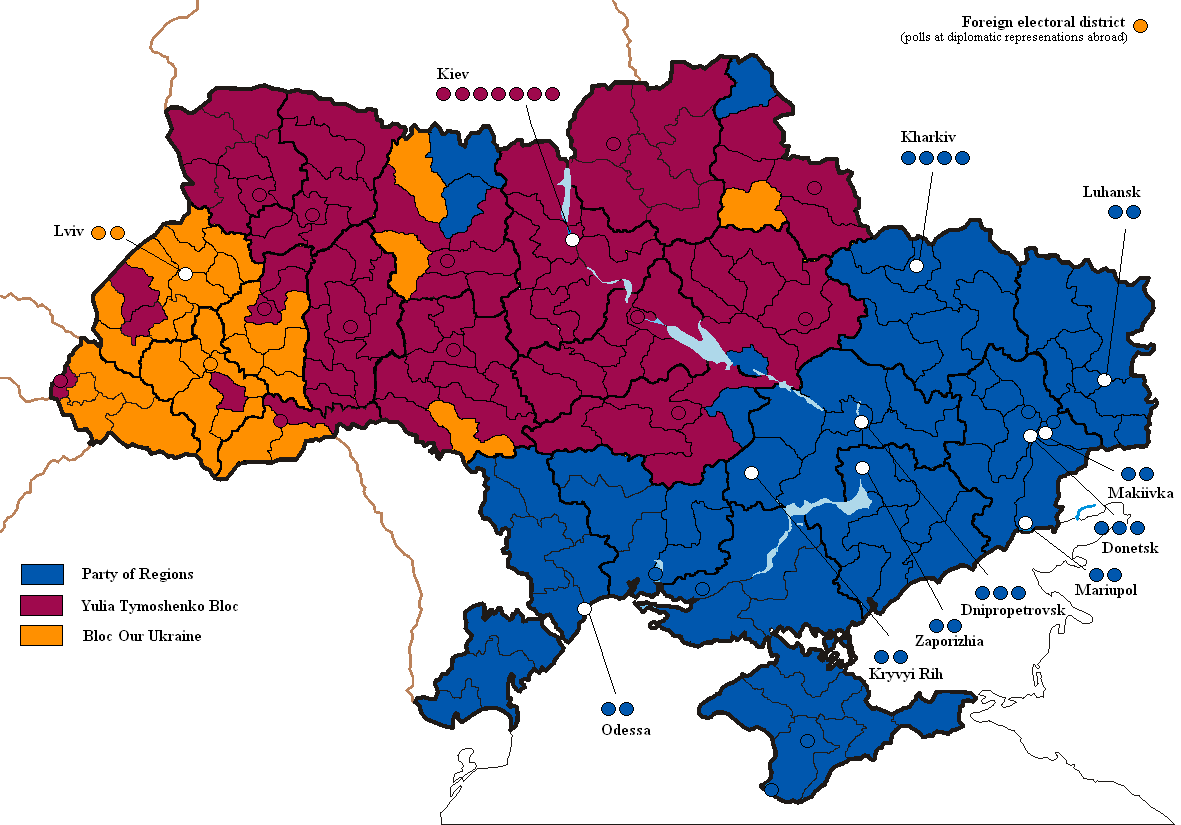
Leidende partij per kiesdistrict

Resultaten van de Oekraïense parlementsverkiezingen
(en geprojecteerde zetels)
| Partij of lijstcombinatie (alleen voor zover deze landelijk meer dan 1% van de stemmen heeft behaald) | Stemmen   | %     | Zetels |
| --- | --------- | ----- | ------ |
| Partij van de Regio’s (Partija Rehioniv)                                                              | 8.148.745 | 32,14 | 186    |
| Blok Joelija Tymosjenko (Blok Joeliji Tymosjenko)                                                     | 5.652.876 | 22,29 | 129    |
| Blok "Ons Oekraïne" (Blok Nasja Oekrajina)                                                            | 3.539.140 | 13,95 | 81     |
| Socialistische Partij van Oekraïne (Sotsialistytsjna Partija Oekrajiny)                               | 1.444.224 | 5,69  | 33     |
| Communistische Partij van Oekraïne (Komunistytsjna Partija Oekrajiny)                                 | 929.591   | 3,66  | 21     |
| Blok van Natalia Vitrenko "Volksoppositie" (Blok Nataliji Vitrenko Narodna Opozytsija)                | 743.704   | 2,93  | 0      |
| Volksblok van Lytvyn (Narodnyj Blok Lytvyna)                                                          | 619.905   | 2,44  | 0      |
| Oekraïens Volksblok van Kostenko en Pljoesjtsj (Oekrajinskyj Narodnyj Blok Kostenka i Pljoesjtsja)    | 476.155   | 1,87  | 0      |
| Vitsje (Raad)                                                                                         | 441.912   | 1,74  | 0      |
| "Burgerschapsblok PORA-PRP"                                                                           | 373.478   | 1,47  | 0      |
| Oppositieblok "NE TAK!"                                                                               | 257.106   | 1,01  | 0      |
| Tegen alle kandidaten                                                                                 |           | 1,77  |        |
| Andere (< 1%) en ongeldig                                                                             |           | 9,04  |        |
| Totaal                                                                                                |           | 100   | 450    |
| Bron: Central Election Commission of Ukraine (English)                                                |           |       |        |

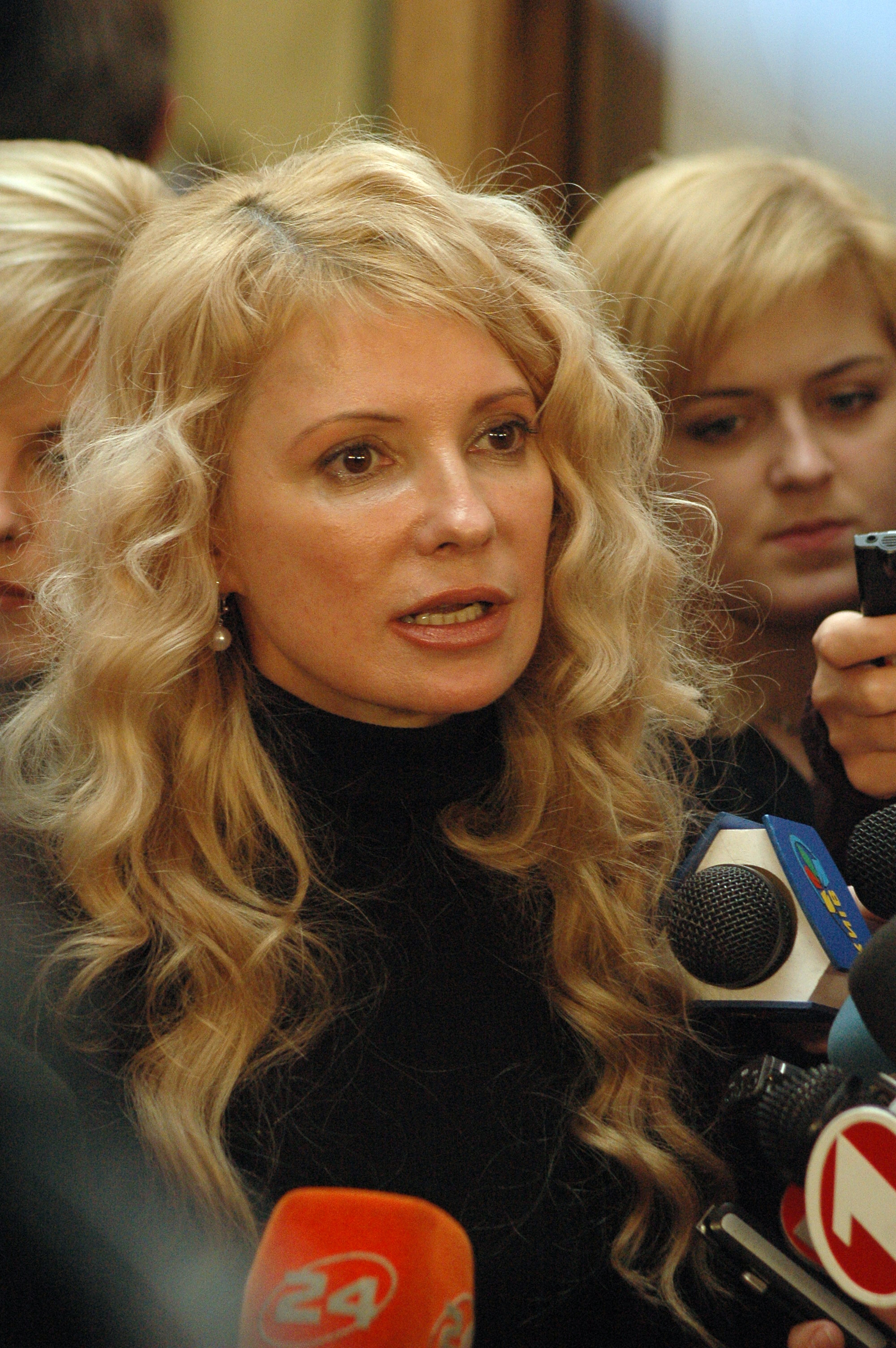
Joelija Tymosjenko (Blok Joelija Tymosjenko)
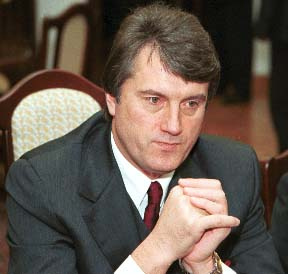
Viktor Joesjtsjenko (Ons Oekraïne)

## Gewijzigde bevoegdheden en kiessysteem
In het najaar van 2004 en begin 2005 zijn ingrijpende politieke hervormingen doorgevoerd. Een tweetal daarvan hebben directe gevolgen voor deze verkiezingen:
- Oekraïne is een parlementaire democratie. Per 1 januari 2006 is een aantal bevoegdheden van de president overgeheveld naar het parlement. Dat leidde er bijvoorbeeld toe dat het parlement naar aanleiding van de gascrisis de regering naar huis stuurde, hetgeen voor de wijziging niet mogelijk was;
- Deze verkiezingen verlopen volledig volgens een systeem van evenredige vertegenwoordiging. Het huidige parlement is na de parlementsverkiezingen van 2002 voor de ene helft (225 zetels) samengesteld volgens een systeem van evenredige vertegenwoordiging en voor de andere helft (eveneens 225 zetels) op basis van een districtenstelsel.

Om verkozen te worden moet een partij of lijstcombinatie landelijk de kiesdrempel (ten minste 3% van de stemmen) behalen.

## Registratie
Partijen die aan de verkiezingen willen deelnemen, kunnen dat doen op eigen kracht, of via lijstcombinaties (блок). Om aan de verkiezingen deel te kunnen nemen, dienen partijen en lijstcombinaties zich aan te melden bij het de Centrale Kiescommissie. Op 13 januari 2006 waren er in totaal 7733 kandidaten aangemeld die meededen via 45 kandidatenlijsten, bestaande uit 29 partijen die via een eigen lijst meedoen en 16 lijstcombinaties. In totaal deden er 78 partijen mee aan de verkiezingen, waaronder één gelegenheidscombinatie van onafhankelijke kandidaten.
De ca. 385.000 geregistreerde in het buitenland verblijvende Oekraïners konden in 114 stembureaus in 78 landen stemmen. Ook in Den Haag kon gestemd worden.

## Kanshebbers
Naar verwachting van Oekraïense opiniepeilingen die werden verricht vanaf oktober 2005 maakten zeven lijsten kans om de kiesdrempel te halen en daadwerkelijk in het parlement te worden verkozen. Het gaat om de volgende lijsten:
- Partij van de Regio's van verliezend presidentskandidaat Viktor Janoekovytsj
- Blok "Ons Oekraïne" van demissionair premier Joeri Jechanoerov
  - Volksunie
  - Ons Oekraïne
  - Volksbeweging van Oekraïne
  - Partij van Industriëlen en Ondernemers van Oekraïne
  - Congres van Oekraïense Nationalisten
  - Christendemocratische Unie
  - Oekraïens-Republikeinse Partij "Assemblee"
- Blok Joelija Tymosjenko van oud-premier Joelija Tymosjenko
  - Al-Oekraïense Unie "Vaderland"
  - Oekraïense Sociaaldemocratische Partij
- Socialistische Partij van Oekraïne van Oleksandr Moroz
- Communistische Partij van Oekraïne van Petro Symonenko
- Volksblok van Lytvyn van parlementsvoorzitter Volodymyr Lytvyn
  - Volkspartij
  - Al-Oekraïense Linkse Unie "Gerechtigheid"
  - Oekraïense Democratische Boerenpartij
- Blok van Natalia Vitrenko "Volksoppositie" van Natalia Vitrenko
  - Progressieve Socialistische Partij van Oekraïne
  - Partij "Roes-Oekraïense Unie" (Roes)

## Peilingen
Sinds oktober 2005 werden er enige regelmaat peilingen gepubliceerd door verschillende onderzoeksbureaus en wetenschappelijke instituten. De laatste peilingen voor de parlementsverkiezingen van 26 maart verschenen op vrijdag 10 maart. De Oekraïense kieswet staat niet toe dat in de laatste 15 dagen voor de verkiezingen peilingen worden gepubliceerd.
Ook in de laatste peilingen stond de Partij van de Regio's van Viktor Janoekovitsj op winst. Hij zou kunnen rekenen op 25-32% van de stemmen. Het Blok van Tymosjenko en Nasja Oekraïna van demissionair premier Jechanoerov zouden elk 15-20% van de stemmen halen. Andere partijen en lijsten die de 3%-grens zouden halen zijn de Socialisten, de Communisten en het Volksblok van Lytvyn. Als outsiders werden genoemd het Blok van Natalia Vitrenko "Volksoppositie", het Burgerschapsblok PORA-PRP en het Oppositieblok "NE TAK!" van oud-president Kravtsjoek.
Eerdere peilingen werden uitgevoerd door onder andere KIIS en Razumkov Centre.

### KIIS

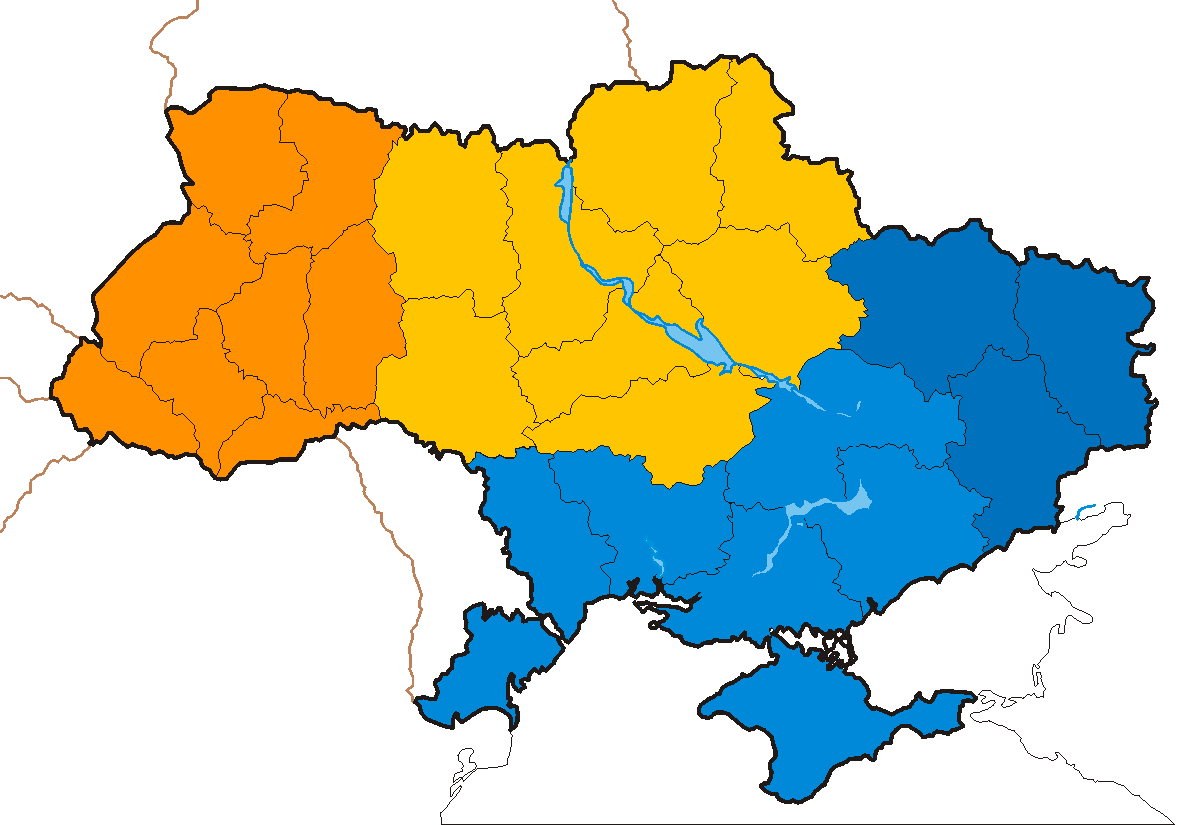
Regionale indeling gebruikt door KIIS

Het Kiev Internationaal Instituut voor Sociologie (KIIS) voerde tussen 18 en 28 januari 2006 een representatief onderzoek uit (2037 respondenten), waarbij ook aandacht werd besteed aan de regionale verschillen. Het onderzoek werd gepubliceerd op 9 februari.
Tabel 1 toont een samenvatting van de resultaten van het onderzoek van KIIS.
| Lijst                                          | Oekraïne | ‘Regio west’ | ‘Regio midden’ | ‘Regio zuid’ | ‘Regio oost’ |
| ---------------------------------------------- | -------- | ------------ | -------------- | ------------ | ------------ |
| Partij van de Regio’s                          | 29,9%    | 5,0%         | 8,5%           | 43,5%        | 68,1%        |
| Blok "Ons Oekraïne"                            | 18,5%    | 38,4%        | 23,4%          | 9,6%         | 2,3%         |
| Blok Joelija Tymosjenko                        | 10,4%    | 16,6%        | 16,6%          | 5,3%         | 2,0%         |
| Socialistische Partij van Oekraïne             | 4,0%     | 2,1%         | 8,9%           | 2,0%         | 1,5%         |
| Communistische Partij van Oekraïne             | 4,5%     | 0,9%         | 4,3%           | 6,5%         | 6,0%         |
| Volksblok van Lytvyn                           | 2,6%     | 1,8%         | 3,8%           | 3,7%         | 0,4%         |
| Blok van Natalia Vitrenko "Volksoppositie"     | 1,3%     | 0,7%         | 0,3%           | 2,5%         | 1,8%         |
| "Burgerschapsblok PORA-PRP"                    | 0,7%     | 1,9%         | 0,3%           | 0,7%         | 0,2%         |
| Partij van Groenen van Oekraïne                | 0,6%     | 0,3%         | 1,0%           | 0,6%         | 0,2%         |
| Oekraïens Volksblok van Kostenko en Pljoesjtsj | 0,5%     | 1,1%         | 0,7%           | 0,2%         | 0,0%         |
| Oppositieblok "NE TAK!"                        | 0,5%     | 0,6%         | 0,2%           | 0,7%         | 0,7%         |
| Overigen (minder dan 0,5% elk)                 | 3,0%     | 1,6%         | 4,1%           | 3,6%         | 1,9%         |
| Tegen iedereen                                 | 5,7%     | 4,2%         | 10,2%          | 3,3%         | 4,0%         |
| Gaat niet stemmen                              | 4,3%     | 4,3%         | 4,0%           | 5,2%         | 3,6%         |
| Weet niet/Geen mening                          | 13,5%    | 20,5%        | 13,7%          | 12,6%        | 7,3%         |
| Total                                          | 100,0%   | 100,0%       | 100,0%         | 100,0%       | 100,0%       |

### Razumkov Centre
De Partij van de Regio's van Viktor Janoekovytsj versterkte haar positie in de peilingen (tabel 2) die in de derde week van januari 2006 zijn uitgevoerd door Razumkov Centre. In vergelijking met eenzelfde onderzoek in november 2005, steeg zijn aanhang met 7,2% naar 24,7%.
Ook het Blok "Ons Oekraïne" van demissionair premier Jechanoerov kwam sterker uit de gascrisis dan hij in november stond. De partij steeg bijna 2% naar 15,4%.
De verliezers in de ogen van de ondervraagden waren het blok Joelija Tymosjenko (een daling van 0,4% naar 12,0%) en de kleinere Socialistische Partij van Oekraïne en de Communistische Partij van Oekraïne, die elk ongeveer een procent verloren en uitkwamen op 4,6%. Voor het Volksblok van Lytvyn (3,0%) en het Blok van Natalia Vitrenko "Volksoppositie" (2,5%) was het de vraag of ze de kiesdrempel zouden halen.
Opvallend is de daling bij de categorie Tegen alle kandidaten. Die was afgenomen van 6,7% in november naar 3,9% in week 3. Ook het aantal personen dat aangeeft niet te zullen meedoen was afgenomen (van 6,4% naar 2,5%). De zwevende kiezer was stabiel op ongeveer een vijfde van het totale aantal ondervraagden (19,1%).
In de laatste week van januari nam het aantal zwevende kiezers in de peiling van Razumkov flink af. De grote partijen leken daarvan te profiteren. Vitrenko zakte iets weg, zij kwam verder uit de buurt van de kiesdrempel. Lytvyn verstevigde zijn positie. Op basis van deze peilingen zouden 6 partijen zitting nemen in de Verchovna Rada.
| Lijst                                      | nov. 2005 | jan. 2006 (1) | jan. 2006 (2) |
| ------------------------------------------ | --------- | ------------- | ------------- |
| Partij van de Regio's                      | 17,5%     | 24,7%         | 27,4%         |
| Blok "Ons Oekraïne"                        | 13,5%     | 15,4%         | 16,9%         |
| Blok Joelija Tymosjenko                    | 12,4%     | 12,0%         | 12,7%         |
| Socialistische Partij van Oekraïne         | 5,6%      | 4,6%          | 6,3%          |
| Communistische Partij van Oekraïne         | 5,8%      | 4,6%          | 6,2%          |
| Volksblok van Lytvyn                       | 3,3%      | 3,0%          | 3,4%          |
| Blok van Natalia Vitrenko "Volksoppositie" | 2,6%      | 2,5%          | 1,8%          |
| Overigen                                   | 5,3%      | 7,7%          | 7,4%          |
| Tegen iedereen                             | 6,7%      | 3,9%          | 4,1%          |
| Gaat niet stemmen                          | 6,4%      | 2,5%          | 3,1%          |
| Weet niet/Geen mening                      | 20,9%     | 19,1%         | 10,5%         |
| Niet beantwoord                            | -         | -             | 0,2%          |
| Totaal                                     | 100,0%    | 100,0%        | 100,0%        |
| n                                          | 1993      | 2290          | 2016          |
| p-waarde                                   | 2,3%      | 2,1%          | 2,3%          |

## Waarneming
De Oekraïense autoriteiten hebben onder andere de Organisatie voor Veiligheid en Samenwerking in Europa (OVSE, Engels:OSCE) verzocht om de verkiezingen waar te nemen. Het Bureau voor Democratische Instellingen en Mensenrechten (ODIHR) van de OVSE heeft op 4 januari 2006 de resultaten gepubliceerd van een missie die in december 2005 heeft onderzocht hoe een waarnemingsmissie het beste aansluit op de behoefte. Op 25 januari 2006 is een team van twaalf personen onder leiding van Ambassadeur Lubomir Kopaj van Slowakije de Lange Termijnmissie begonnen. Deze missie wordt tot de verkiezingen opgebouwd tot een bezetting van 60 internationale lange-termijnwaarnemers (LTO's). Daarnaast heeft de OVSE aangegeven nog 600 internationale korte-termijnwaarnemers (STO's) nodig te hebben. In totaal 21 lidstaten van de OVSE hebben waarnemers toegezegd. Minister Bot van Buitenlandse Zaken heeft de Tweede Kamer op 18 januari 2006 in de Kamerbrief over overzicht mogelijke verkiezingswaarnemingen in 2006 gemeld dat ook Nederland het voornemen heeft deel te nemen aan de missie.
Naast de 12-koppige Lange Termijnmissie van de OVSE heeft de Centrale Kiescommissie op 27 januari 2006 nog 69 andere waarnemers toegelaten. Het Ukrainian Congress Committee of America (UCCA) heeft 60 waarnemers in Oekraïne gestationeerd. Daarnaast hebben The International Republican Institute en de beide uit Moskou afkomstige Internationale Assemblee voor de Bescherming van Mensenrechten en de Organisatie voor Verkiezingswaarneming in de landen van het GOS elk een afvaardiging van 3 personen.
In de loop van maart loopt het aantal geregistreerde landen, internationale en nationale organisaties en het aantal waarnemers gestaag toe. Uiteindelijk waren er 2978 internationale waarnemers geregistreerd die namens 17 landen en 22 internationale organisaties de verkiezingen mochten waarnemen. Voor het eerst werden bij deze verkiezingen ook 16 nationale NGO's met 4964 waarnemers toegelaten.
De Parlementaire Assemblee van de Raad van Europa heeft deelgenomen met een missie van 37 deelnemers onder leiding van Renate Wohlwend.
Op een persconferentie in Kiev op 27 maart 2006 noemden OVSE/ODIHR, het Europees Parlement en de Parlementaire Assemblees van de Raad van Europa, de OVSE en de NAVO in een gezamenlijke verklaring met het verloop van de verkiezingen vrij en eerlijk.

## Lijstduwers en prominente politici
Verschillende bekende Oekraïners hebben zich aan partijen verbonden. Daarnaast doen verschillende prominente politici mee aan de verkiezingen.
- Mykola Azarov, premier van 5 tot 24 januari 2005, staat twaalfde op de lijst van de Partij van de Regio's
- Anatolij Kinach, premier in 2001/2002, staat tweede op de lijst "Ons Oekraïne"
- Vitali Klytsjko, meervoudig wereldkampioen boksen, is lijsttrekker van de lijstcombinatie "Burgerschapsblok PORA-PRP", dat onder andere voortkomt uit de jeugdbeweging PORA! die tijdens de Oranje Revolutie actief was
- Leonid Kravtsjoek, eerste president na de onafhankelijkheid van Oekraïne, is lijsttrekker voor Oppositieblok "NE TAK!" ("Niet Zo!" of "Niet Ja!")
- Levko Loekjanenko, voormalig dissident, staat zesde op de lijst voor het Blok Joelija Tymosjenko.
- Songfestivalwinnares Roeslana staat op nummer 5 voor "Ons Oekraïne"
- Zangeres Sofia Rotaru staat op de tweede plaats voor het Volksblok van Lytvyn
- Borys Tarasjoek, oud-ambassadeur in de Benelux en minister van buitenlandse zaken, staat derde op de lijst "Ons Oekraïne"